# Tuzla-Kolonne
Als Tuzla-Kolonne (serbokroatisch Тузланска колона Tuzlanska kolona) oder auch Angriff auf die Kolonne der Jugoslawischen Volksarmee in Tuzla (Напад на колону ЈНА у Тузли Napad na kolonu JNA u Tuzli) wird ein Vorfall bezeichnet, der sich zu Beginn des Bosnienkrieges am 15. Mai 1992 in der bosnischen Stadt Tuzla abgespielt hat. Von der serbischen Justiz wird das Ereignis als Kriegsverbrechen eingestuft.

## Hintergrund

### Abzug der JNA
Nach einem Referendum am 29. Februar und 1. März 1992 hatte Präsident Alija Izetbegović Bosnien-Herzegowina am 3. März zum unabhängigen Staat erklärt; ab Anfang März kam es in vielen Teilen des Landes zu bewaffneten Auseinandersetzungen, mehrere Waffenstillstandsvereinbarungen wurden nach kurzer Zeit gebrochen. Am 7. April erfolgte die Anerkennung des Staates durch die Europäische Gemeinschaft und die USA.
Die Jugoslawische Volksarmee (JNA) kündigte den Rückzug ihrer Einheiten in das aus Serbien und Montenegro bestehende „Rest-Jugoslawien“ für den Zeitraum vom 4. bis 19. Mai 1992 an. Zwischen der JNA und der bosnischen Regierung, die mittlerweile faktisch nur noch die bosniakische Bevölkerungsgruppe repräsentierte, kam es zu Streitigkeiten darüber, ob die JNA ihre Waffen mitnehmen kann oder in den Kasernen zurücklassen und damit paramilitärischen Einheiten übergeben muss. In mehreren Städten kam es zu Blockaden der Kasernen, um die Mitnahme von Waffen nach „Rest-Jugoslawien“ zu verhindern. Bei einem Angriff bosnischer Paramilitärs auf eine JNA-Kaserne in Sarajevo waren am 3. Mai 1992 nach serbischen Angaben 23 Soldaten getötet und 47 verwundet worden.

### Situation in Tuzla
In Tuzla war es bis Mitte Mai nicht zu nennenswerten Auseinandersetzungen gekommen. Während Politiker der drei Nationalparteien (SDA – bosniakisch; SDS – serbisch; HDZ BiH – kroatisch) über eine Aufteilung des Landes in drei monoethnische Teile diskutierten, lehnte die Tuzlaer Stadtregierung, die mehrheitlich aus Vertretern liberaler und sozialdemokratischer Parteien bestand, eine solche Aufteilung ab. 

„Falls Bosnien-Herzegowina als einheitlicher Staat zerfallen sollte, werde man Tuzla, so erklärte kürzlich ein Vertreter der lokalen Regierung, zu einer unabhängigen Stadt erklären.“

## Vorfall
Am 15. Mai 1992 wurde ein Konvoi der Jugoslawischen Volksarmee, der die Kaserne Husinska buna in Tuzla verließ, von rund 3000 Mitgliedern der Zelene Beretke (Grüne Barette, eine paramilitärische Einheit der nationalistischen bosniakischen Partei Stranka Demokratske Akcije) angegriffen. Sieben mit Munition beladene Militärlastwagen sollen explodiert sein. Dabei gab es auf Seiten der JNA-Soldaten zahlreiche Tote und Verwundete. In einer ersten Meldung der jugoslawischen Nachrichtenagentur Tanjug wurde die Zahl der getöteten Soldaten mit 15 angegeben, daneben seien vier weitere Menschen getötet worden. Nach späteren serbischen Angaben handelte es sich um rund 80 Todesopfer und rund 130 Verletzte auf Seiten der JNA-Angehörigen, die größtenteils unbewaffnete Wehrpflichtige gewesen sein sollen. Weitere JNA-Angehörige gerieten in Gefangenschaft, dort sollen einige getötet worden sein.
In einem anlässlich des in Bijeljina mit einer Gedenkfeier begangenen 16. Jahrestages in der serbischen Zeitung Politika erschienenen Artikel wird angegeben, es habe sich bei den Opfern um unerfahrene Rekruten im Alter zwischen 16 und 25 Jahren gehandelt, die ihren Wehrdienst in der Stadt ableisteten, sowie einige Reservisten. Sie waren nach Aussagen der Überlebenden unbewaffnet, da sie die entsprechende Order aus Gründen der Deeskalation erhielten. Postierte Scharfschützen der bosniakischen Freischärler sollen nach Zeugenaussagen dabei zuerst die Fahrer der Wagen getötet haben, um die Kolonne zum Stillstand zu zwingen. Die dann aus den LKWs flüchtenden wehrpflichtigen Soldaten seien der Reihe nach getötet worden.

## Juristische Verfolgung
Ermittlungen zu dem Vorfall wurden von der Militärstaatsanwaltschaft Belgrad eingeleitet. Diese veröffentlichte eine Liste von 58 Personen, gegen die ein „begründeter Verdacht“ bestehe, den Angriff geplant und durchgeführt zu haben. Auf dieser Liste steht unter anderem Selim Bešlagić (damals Bürgermeister von Tuzla), den die serbischen Behörden 1995 (noch während des Krieges) zur Fahndung ausschrieben. Im Gegensatz zu Serbien und der Republika Srpska hat das UN-Tribunal in Den Haag 2005 auf eine Verfolgung Bešlagićs verzichtet. Nach serbischen Angaben soll Bešlagić an einem Treffen von Personen teilgenommen haben, die den Angriff vorbereitet hätten.
Nachdem die Sonderkammer für Kriegsverbrechen am Bezirksgericht Belgrad ein Verfahren eingeleitet hatte, ließ Serbien ihn und andere angeblich Verdächtige jedoch auf die Fahndungsliste von Interpol setzen. Mitte Juni 2006 wurden Bešlagić und zwei weitere im Zusammenhang mit der Tuzla-Kolonne beschuldigte Personen von den bosnischen Behörden festgenommen, aber nach einer Befragung noch am selben Tag entlassen. Mitglieder des Srpsko građansko vijeća Tuzle (Serbischer Bürger-Rat von Tuzla) protestierten gegen die Festnahme, da „die Beschuldigten nicht die für den Vorfall Verantwortlichen seien“.
Da die Fahndung nach Selim Bešlagić noch während des Krieges initiiert wurde, sind politische Motive naheliegend. Bešlagić war der einzige Bürgermeister einer bosnischen Stadt mit (zumindest relativer) bosniakischer Bevölkerungsmehrheit, der nicht der nationalistischen SDA, sondern der Sozialdemokratischen Partei angehörte. Er setzte sich für das friedliche Zusammenleben aller Bürger der Stadt unabhängig von deren Nationalität ein und war deshalb auch bei vielen serbischen Einwohnern populär. Die Sozialdemokratische Partei lehnte die Bildung von ethnisch homogenen Armeen und paramilitärischen Gruppen strikt ab.
Am 28. September 2009 wurde der bosnische Kroate Ilija Jurišić vom Senat des Belgrader Bezirksgerichts zu 12 Jahren Haft verurteilt, weil er für schuldig befunden worden war, als Polizeifunktionär den Befehl zum Angriff auf die Kolonne erteilt zu haben. Die Gerichtsverhandlung folgte nach der Verhaftung Jurišićs im Mai 2007 am Belgrader Flughafen. Das Urteil stieß auf bosniakischer Seite auf Unverständnis und Protest, da es aus bosniakischer Sicht einer Verurteilung der Opfer des Bosnienkrieges bedeutet.